# De la fréquente communion
De la fréquente communion (titre complet : De la fréquente communion où Les sentiments des pères, des papes et des Conciles, touchant l'usage des sacrements de pénitence et d'Eucharistie, sont fidèlement exposés) est un ouvrage de théologie publié par Antoine Arnauld en 1643. 
Celui-ci y défend des idées rigoristes sur la pénitence et l'eucharistie, dans la lignée des réformes qui suivent le concile de Trente. Il est aussi influencé par l'un de ses maîtres spirituels : l'abbé de Saint-Cyran. L'œuvre est un succès de vente, et fait connaître son auteur en son temps et jusqu'au XIXe; elle fait toutefois l'objet de vives attaques, principalement de la part des jésuites, qui y sont critiqués pour leur attachement à la casuistique. 
La préface, rédigée par Martin de Barcos, est finalement mise à l'Index en 1647, du fait d'un passage semblant attribuer la même autorité à saint Paul et à saint Pierre, mais pas le reste de l'ouvrage. D'ailleurs cette œuvre reçoit, dès sa publication, le soutien d'une grande partie du clergé français et celui de nombreux papes dont Innocent X.